# Die Hochzeit meines besten Freundes
Die Hochzeit meines besten Freundes ist eine US-amerikanische Filmkomödie aus dem Jahr 1997. Regie führte der australische Regisseur P. J. Hogan. In den Hauptrollen sind Julia Roberts, Dermot Mulroney, Cameron Diaz und Rupert Everett zu sehen. Der Film spielte bei einem geschätzten Budget von 46 Millionen Dollar weltweit knapp 300 Millionen Dollar ein.

## Handlung
Julianne, eine einflussreiche Restaurantkritikerin, hat mit ihrem besten Freund Michael neun Jahre zuvor vereinbart, wenn bis zu ihrem 28. Geburtstag keiner von ihnen verheiratet wäre, würden sie einander heiraten. Kurz vor ihrem 28. Geburtstag erfährt Julianne, dass Michael in wenigen Tagen die reiche Kimmy heiraten wird, die er erst kurz zuvor kennengelernt hat. Daraufhin wird ihr schlagartig bewusst, dass sie weit mehr für Michael empfindet, als sie bisher glaubte.
Sie nimmt sich daher vor, diese Hochzeit mit allen Mitteln zu verhindern. Das fällt ihr umso schwerer, als sie Kimmy und ihre Familie als überaus nett und liebenswert kennenlernt, doch hält sie eisern an ihrem Vorhaben fest, obwohl jeder ihrer Versuche ins Gegenteil umschlägt. Auf einen telefonischen Hilferuf kommt ihr schwuler Freund George dazu und rät ihr, Michael ihre Liebe zu erklären, damit er eine Entscheidung trifft. Das bringt sie jedoch nicht fertig und gibt George lieber zu aller Überraschung als ihren Verlobten aus. Um ihren Plan weiter zu verfolgen, formuliert sie schließlich auf dem Computer von Kimmys Vater eine E-Mail in dessen Namen an Michaels Chef, die die Brautfamilie in ein sehr unvorteilhaftes Licht stellt. Nach nochmaligem Durchlesen des Textes kommen ihr aber Zweifel und sie schickt die E-Mail nicht ab. Doch der gespeicherte Text wird später ohne ihr Wissen versandt. Michael wird von seinem Chef darüber informiert und löst die Verlobung.
Da sowohl Michael als auch Kimmy weiterhin Julianne vertrauen, rutscht sie in die Rolle der Vermittlerin während der Party am Hochzeitstag, wo die anderen von der Absage noch nichts wissen, und versucht die beiden mit falschen Mitteilungen noch weiter auseinanderzubringen. Dennoch entscheidet sich Michael schließlich für Kimmy, was Julianne an Kimmy nun wahrheitsgemäß übermittelt. Doch gleich danach gesteht sie auch Michael ihre Liebe und küsst ihn, was Kimmy zufällig beobachtet. Kimmy läuft davon, Michael hinter ihr her, und Julianne verfolgt ihrerseits wiederum Michael, den sie schließlich in einem Bahnhof findet und ihm ihr ganzes Vorgehen beichtet. Michael ist zunächst entsetzt, doch da Julianne sich in Grund und Boden schämt, tröstet er sie einfühlsam, bevor er sich endgültig für Kimmy entscheidet. Julianne macht ihre Fehler gut, indem sie Kimmy auftreibt, ihre Niederlage eingesteht und sie davon überzeugt, „den Mann unserer Träume“ doch zu heiraten.

## Filmmusik
1. I Say A Little Prayer (Reggae Mix) – Diana King
2. Wishin’ And Hopin’ – Ani DiFranco
3. You Don’t Know Me – Jann Arden
4. Tell Him – The Exciters
5. I Just Don’t Know What To Do With Myself – Nicky Holland
6. I’ll Be Okay – Amanda Marshall
7. The Way You Look Tonight – Tony Bennett
8. What The World Needs Now Is Love – Jackie DeShannon
9. I’ll Never Fall In Love Again – Mary Chapin Carpenter
10. Always You – Sophie Zelmani
11. If You Wanna Be Happy – Jimmy Soul
12. I Say A Little Prayer – Cast
13. Suite from My Best Friend’s Wedding – James Newton Howard

## Kritiken
Der Film ist eine Filmkomödie, ganz im Stil der amerikanischen Screwball-Komödien der 1930er- und 1940er-Jahre.
Das Lexikon des internationalen Films urteilte: „Hochzeitsverhinderungs-Komödie, deren Drehbuchschwächen durch die schillernde Interpretation der Hauptrolle weitgehend überspielt werden. Trotz der detailverliebten Inszenierung dennoch ein nur wenig originelles Kinovergnügen.“
So schrieb die Filmwebseite kino.de: „Pointierte Wortgefechte und die überdrehte Situationskomik heben diese quirlige Eifersuchts-Studie aus der Masse romantischer Love-Stories heraus.“
Die Abendzeitung schrieb: „Die Story von Ronald Bass ist schlicht, die Inszenierung von P. J. Hogan konventionell bis routiniert. Und trotzdem kann man der Sache einiges Vergnügen abgewinnen: Die Schauspieler geben dem Komödienaffen ordentlich Zucker. Und unser aller niedrige Instinkte wie Neid und Schadenfreude werden gut bedient.“

## Auszeichnungen
- MTV Movie Awards 1998 (Nominierungen)
  - Best Breakthrough Performance: Rupert Everett
  - Best Comedic Performance: Rupert Everett
  - Best Female Performance: Julia Roberts

- Golden Globe Awards 1998 (Nominierungen)
  - Bester Film (Komödie/Musical)
  - Bester Nebendarsteller: Rupert Everett
  - Beste Hauptdarstellerin (Komödie/Musical): Julia Roberts

- BAFTA Awards 1998 (Nominierung)
  - Bester Nebendarsteller: Rupert Everett

- Academy Awards 1998 (Nominierung)
  - Beste Filmmusik: James Newton Howard

In Deutschland konnte der Film bereits in nur 10 Tagen Laufzeit rund 1 Million Besucher ins Kino locken und wurde deswegen mit dem Bogey ausgezeichnet.